# OutTV (chaîne de télévision néerlandaise)
Ne pas confondre avec OutTV (chaîne de télévision canadienne)

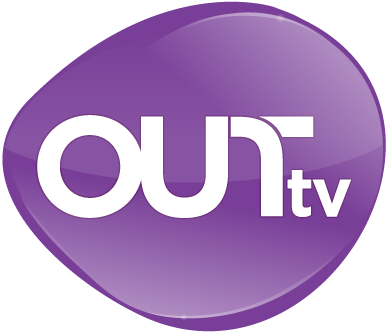

OutTV est une chaîne à péage câblée néerlandaise visant le public gay. OutTV a d'abord été lancée sur KPN le 4 avril 2008, avant d'être disponible le 11 avril suivant. OutTV diffuse ses programmes entre 11 h 0 et 23 h 0.

## Programmation
OutTV est une chaîne de divertissement généraliste, fournissant un large choix de programmes tels que drames, comédies, talk shows, documentaires, films. 
OutTV est le résultat d'une collaboration avec la première chaîne de télévision LGBT], la chaîne canadienne OutTV, qui lui laisse sa marque et une grande partie de son programme. 
Le programme de journée d'OutTV, de 11h00 à 18h00, consiste en programmes liés à la mode provenant de F Men dans un bloc marqué F-Men powered by OutTV. Le reste de la programmation d'OutTV, de 18h00 à 23h00, est constitué de programmes de divertissement provenant d'OutTV et d'autres chaînes. Le reste des 24 heures est laissé à la chaîne XMO, qui propose des films pornographiques gays.

### Principales séries
- Bump!
- Chris and John to the Rescue!
- COVERguy
- Dante's Cove
- Fairy Tale
- House of Venus Show
- Mile High
- Will et Grace
- Queer as Folk (série télévisée, 2000)